# Renan Lodi
Renan Augusto Lodi dos Santos, noto come Renan Lodi (Serrana, 8 aprile 1998), è un calciatore brasiliano di origini italiane, difensore dell'Al-Hilal.
Nell'estate del 2019 viene indicato dall'UEFA come uno dei 50 giovani più promettenti per la stagione 2019-2020.

## Caratteristiche tecniche
È un terzino sinistro veloce, dotato di ottima accelerazione e abile nei cross. È bravo anche in fase difensiva.

## Carriera

### Club

#### Gli inizi
Cresciuto nelle giovanili dell'Athl. Paranaense, ha esordito il 14 ottobre 2016 in occasione del match perso 1-0 contro il Grêmio.

#### Atlético Madrid

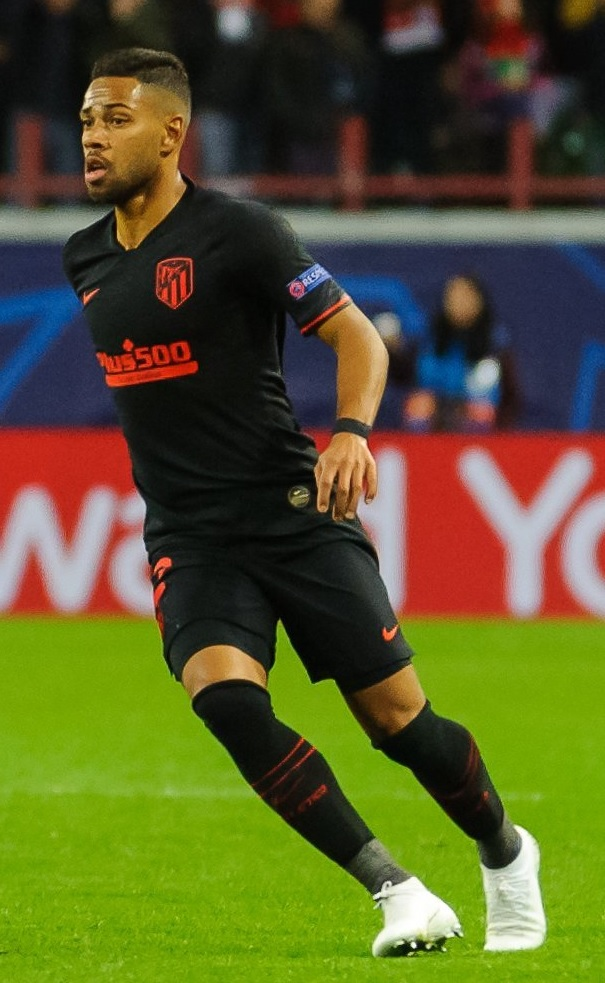
Renan Lodi con l'Atlético Madrid nel 2019

Trasferitosi all'Atlético Madrid nel 2019, esordisce con la maglia dei Colchoneros il 18 agosto 2019 in occasione della partita di campionato contro il Getafe, vinta per 1-0 in cui viene espulso ricevendo due cartellini gialli in un minuto. Il 23 novembre 2019 segna il suo primo gol con la maglia dell'Atlético, realizzando la rete del momentaneo vantaggio nella gara di campionato contro il Granada terminata per 1-1. Il 16 maggio 2021 il terzino brasiliano è divenuto decisivo subentrando dalla panchina e mettendo a segno la rete del pareggio contro l'Osasuna, gara che l'Atlético vincerà per 2-1 rimanendo così in corsa per il titolo. Il 13 gennaio 2022 gioca la sua partita numero 100 con la maglia dei colchoneros. Il 26 febbraio realizza la sua prima doppietta in carriera, sancendo la vittoria per 2-0 dell'Atlético Madrid contro il Celta Vigo. Il 15 marzo 2022 mette a referto la propria prima rete in Champions League aiutando i colchoneros a battere il Manchester United all'Old Trafford e a qualificarsi ai quarti di finale.

#### Nottingham Forest e Olympique Marsiglia
Il 29 agosto 2022, dopo aver rinnovato il contratto con gli spagnoli fino al 2026, viene ceduto in prestito per una stagione al Nottingham Forest. Ha debuttato con i Reds due giorni dopo nella gara persa per 6-0 contro il Manchester City. Il 9 novembre ha messo a segno la sua prima ed unica rete con la maglia del Forest contro il Tottenham in una gara valida per la Carabao Cup. Il 2 giugno successivo, dopo 32 presenze e la salvezza raggiunta, viene annunciato che il suo prestito non sarebbe stato rinnovato da parte dei Reds, facendo così ritorno ai Colchoneros.
Il 14 luglio 2023 viene ceduto a titolo definitivo all'Olympique Marsiglia per una somma di 13 milioni di euro con in aggiunta una clausola per la rivendita del 20%. Ha debuttato in Ligue 1 il 12 agosto seguente in una gara vinta per 2-1 in casa contro lo Stade Reims.

#### Al-Hilal
Il 17 gennaio 2024, dopo appena sei mesi in Francia, Lodi viene ufficialmente ceduto a titolo definitivo per 23 milioni di euro all'Al-Hilal, squadra della Saudi Professional League, con cui sottoscrive un contratto triennale fino al 30 giugno 2027.

### Nazionale
Il 10 ottobre 2019 debutta con la nazionale brasiliana, nell'amichevole pareggiata per 1-1 con il Senegal a Singapore, subentrando ad Alex Sandro.

## Statistiche

### Presenze e reti nei club
Statistiche aggiornate al 17 giugno 2025.
| Stagione               | Squadra                | Campionato             | Campionato | Campionato | Coppe nazionali | Coppe nazionali | Coppe nazionali | Coppe continentali | Coppe continentali | Coppe continentali | Altre coppe | Altre coppe | Altre coppe | Totale | Totale | Totale |
| Stagione               | Squadra                | Comp                   | Pres       | Reti       | Comp            | Pres            | Reti            | Comp               | Pres               | Reti               | Comp        | Pres        | Reti        | Pres   | Reti   |        |
| ---------------------- | ---------------------- | ---------------------- | ---------- | ---------- | --------------- | --------------- | --------------- | ------------------ | ------------------ | ------------------ | ----------- | ----------- | ----------- | ------ | ------ | ------ |
| 2016                   | Atl. Paranaense        | A                      | 3          | 0          | CB              | 0               | 0               | -                  | -                  | -                  | -           | -           | -           | 3      | 0      |        |
| 2017                   | Atl. Paranaense        | A1/PR+A                | 7+0        | 0          | CB              | 0               | 0               | CL                 | 0                  | 0                  | -           | -           | -           | 7      | 0      |        |
| 2018                   | Atl. Paranaense        | A1/PR+A                | 11+24      | 1+0        | CB              | 1               | 0               | CS                 | 12                 | 2                  | -           | -           | -           | 48     | 3      |        |
| gen.-lug. 2019         | Atl. Paranaense        | A1/PR+A                | 0+3        | 0          | CB              | 1               | 0               | CL                 | 6                  | 2                  | RS          | 2           | 0           | 12     | 2      |        |
| Totale Atl. Paranaense | Totale Atl. Paranaense | Totale Atl. Paranaense | 48         | 1          |                 | 2               | 0               |                    | 18                 | 4                  |             | 2           | 0           | 70     | 5      |        |
| 2019-2020              | Atlético Madrid        | PD                     | 32         | 1          | CR              | 0               | 0               | UCL                | 9                  | 0                  | SS          | 2           | 0           | 43     | 1      |        |
| 2020-2021              | Atlético Madrid        | PD                     | 23         | 1          | CR              | 2               | 0               | UCL                | 8                  | 0                  | -           | -           | -           | 33     | 1      |        |
| 2021-2022              | Atlético Madrid        | PD                     | 29         | 2          | CR              | 2               | 1               | UCL                | 10                 | 1                  | SS          | 1           | 0           | 42     | 4      |        |
| lug.-ago. 2022         | Atlético Madrid        | PD                     | 0          | 0          | CR              | -               | -               | UCL                | -                  | -                  | -           | -           | -           | 0      | 0      |        |
| Totale Atlético Madrid | Totale Atlético Madrid | Totale Atlético Madrid | 84         | 4          |                 | 4               | 1               |                    | 27                 | 1                  |             | 3           | 0           | 118    | 6      |        |
| ago. 2022-2023         | Nottingham Forest      | PL                     | 28         | 0          | FACup+CdL       | 0+4             | 0+1             | -                  | -                  | -                  | -           | -           | -           | 32     | 1      |        |
| 2023-gen. 2024         | Olympique Marsiglia    | L1                     | 14         | 0          | CF              | 1               | 0               | UCL+UEL            | 2+6                | 0+0                | -           | -           | -           | 23     | 0      |        |
| gen.-giu. 2024         | Al-Hilal               | SPL                    | 11         | 0          | KC              | 1               | 0               | ACL                | -                  | -                  | CdC+SS      | -+2         | -+0         | 14     | 0      |        |
| 2024-2025              | Al-Hilal               | SPL                    | 24         | 3          | KC              | 2               | 0               | ACL                | 9                  | 1                  | SS+CmC      | 2+0         | 0+0         | 37     | 4      |        |
| Totale Al Hilal        | Totale Al Hilal        | Totale Al Hilal        | 35         | 3          |                 | 3               | 0               |                    | 9                  | 1                  |             | 4           | 0           | 51     | 4      |        |
| Totale carriera        | Totale carriera        | Totale carriera        | 210        | 8          |                 | 14              | 2               |                    | 61                 | 6                  |             | 9           | 0           | 294    | 16     |        |

### Cronologia presenze e reti in nazionale
| Cronologia completa delle presenze e delle reti in nazionale ― Brasile | Cronologia completa delle presenze e delle reti in nazionale ― Brasile | Cronologia completa delle presenze e delle reti in nazionale ― Brasile | Cronologia completa delle presenze e delle reti in nazionale ― Brasile | Cronologia completa delle presenze e delle reti in nazionale ― Brasile | Cronologia completa delle presenze e delle reti in nazionale ― Brasile | Cronologia completa delle presenze e delle reti in nazionale ― Brasile | Cronologia completa delle presenze e delle reti in nazionale ― Brasile |
| Data                                                                   | Città                                                                  | In casa                                                                | Risultato                                                              | Ospiti                                                                 | Competizione                                                           | Reti                                                                   | Note                                                                   |
| ---------------------------------------------------------------------- | ---------------------------------------------------------------------- | ---------------------------------------------------------------------- | ---------------------------------------------------------------------- | ---------------------------------------------------------------------- | ---------------------------------------------------------------------- | ---------------------------------------------------------------------- | ---------------------------------------------------------------------- |
| 10-10-2019                                                             | Singapore                                                              | Brasile                                                                | 1 – 1                                                                  | Senegal                                                                | Amichevole                                                             | -                                                                      | 79’                                                                    |
| 13-10-2019                                                             | Singapore                                                              | Brasile                                                                | 1 – 1                                                                  | Nigeria                                                                | Amichevole                                                             | -                                                                      |                                                                        |
| 15-11-2019                                                             | Riyad                                                                  | Brasile                                                                | 0 – 1                                                                  | Argentina                                                              | Amichevole                                                             | -                                                                      | 64’                                                                    |
| 19-11-2019                                                             | Abu Dhabi                                                              | Brasile                                                                | 3 – 0                                                                  | Corea del Sud                                                          | Amichevole                                                             | -                                                                      | 88’                                                                    |
| 9-10-2020                                                              | San Paolo                                                              | Brasile                                                                | 5 – 0                                                                  | Bolivia                                                                | Qual. Mondiali 2022                                                    | -                                                                      |                                                                        |
| 13-10-2020                                                             | Lima                                                                   | Perù                                                                   | 2 – 4                                                                  | Brasile                                                                | Qual. Mondiali 2022                                                    | -                                                                      | 69’                                                                    |
| 13-11-2020                                                             | San Paolo                                                              | Brasile                                                                | 1 – 0                                                                  | Venezuela                                                              | Qual. Mondiali 2022                                                    | -                                                                      | 90+6’                                                                  |
| 17-11-2020                                                             | Montevideo                                                             | Uruguay                                                                | 0 – 2                                                                  | Brasile                                                                | Qual. Mondiali 2022                                                    | -                                                                      |                                                                        |
| 13-6-2021                                                              | Brasilia                                                               | Brasile                                                                | 3 – 0                                                                  | Venezuela                                                              | Coppa America 2021 - 1º turno                                          | -                                                                      | 46’                                                                    |
| 17-6-2021                                                              | Rio de Janeiro                                                         | Brasile                                                                | 4 – 0                                                                  | Perù                                                                   | Coppa America 2021 - 1º turno                                          | -                                                                      | 77’                                                                    |
| 23-6-2021                                                              | Rio de Janeiro                                                         | Brasile                                                                | 2 – 1                                                                  | Colombia                                                               | Coppa America 2021 - 1º turno                                          | -                                                                      | 62’                                                                    |
| 27-6-2021                                                              | Goiânia                                                                | Brasile                                                                | 1 – 1                                                                  | Ecuador                                                                | Coppa America 2021 - 1º turno                                          | -                                                                      | 49’                                                                    |
| 2-7-2021                                                               | Rio de Janeiro                                                         | Brasile                                                                | 1 – 0                                                                  | Cile                                                                   | Coppa America 2021 - Quarti di finale                                  | -                                                                      | 90+1’                                                                  |
| 5-7-2021                                                               | Rio de Janeiro                                                         | Brasile                                                                | 1 – 0                                                                  | Perù                                                                   | Coppa America 2021 - Semifinale                                        | -                                                                      | 85’                                                                    |
| 10-7-2021                                                              | Rio de Janeiro                                                         | Argentina                                                              | 1 – 0                                                                  | Brasile                                                                | Coppa America 2021 - Finale                                            | -                                                                      | 70’ 76’                                                                |
| 27-9-2022                                                              | Parigi                                                                 | Brasile                                                                | 5 – 1                                                                  | Tunisia                                                                | Amichevole                                                             | -                                                                      | 65’                                                                    |
| 8-9-2023                                                               | Belém                                                                  | Brasile                                                                | 5 – 1                                                                  | Bolivia                                                                | Qual. Mondiali 2026                                                    | -                                                                      | 71’                                                                    |
| 12-9-2023                                                              | Lima                                                                   | Perù                                                                   | 0 – 1                                                                  | Brasile                                                                | Qual. Mondiali 2026                                                    | -                                                                      |                                                                        |
| 16-11-2023                                                             | Barranquilla                                                           | Colombia                                                               | 2 – 1                                                                  | Brasile                                                                | Qual. Mondiali 2026                                                    | -                                                                      | 78’ 81’                                                                |
| Totale                                                                 |                                                                        | Presenze                                                               | 19                                                                     |                                                                        | Reti                                                                   | 0                                                                      |                                                                        |

## Palmarès

### Club

#### Competizioni statali
- Campionato Paranaense: 2

Atl. Paranaense: 2018, 2019

#### Competizioni nazionali
- Campionato spagnolo: 1

Atletico Madrid: 2020-2021
- Supercoppa saudita: 2

Al Hilal: 2023, 2024
- Campionato saudita: 1

Al Hilal: 2023-2024
- Coppa del Re dei Campioni: 1

Al-Hilal: 2023-2024

#### Competizioni internazionali
- Coppa Sudamericana: 1

Atl. Paranaense: 2018